# Торговый флигель О. Н. Каменевой
Торговый флигель О. Н. Каменевой — памятник градостроительства и архитектуры в историческом центре Нижнего Новгорода. Построен в 1914—1916 годах. Автор проекта неизвестен. 
Флигель является одним из немногих зданий Нижнего Новгорода в стиле романтического модерна, сохранившим исторический вид, объемно-пространственную и объемно-планировочную структуру.

## История
Первый проект строительства каменного торгового корпуса О. Н. Каменевой был утверждён ещё в 1911 году. Небольшой одноэтажный объём с двумя большими окнами-витринами посередине и двумя дверями по бокам должен был примыкать к боковому фасаду соседнего дома Белавиных (№ 40, литер Б). Слева от предполагаемого здания стоял уже выстроенный в 1904 году двухэтажный в стиле модерн дом И. Я. Равкинда, ныне не существующий. 
Первый проект не был реализован. На чертежах от 1912 года участок не был застроен. На другом чертеже усадьбы, утверждённом в мае 1915 года, корпус обозначался как строящийся. Строительство нового здания в духе модерна велось уже по другому проекту, автор которого не установлен. Окончание строительства датируют примерно второй половиной 1915 — 1916-м годом. 
В 1918 году здание было экспроприировано государством. В 1920-х годах в нём размещался Автопромторг, позже — строительные организации. В соответствии с проектом реконструкции улицы в 1930-х годах здание предполагалось снести, но план не был реализован. Позже в нём размещалась детская стоматологическая поликлиника.            

## Архитектура

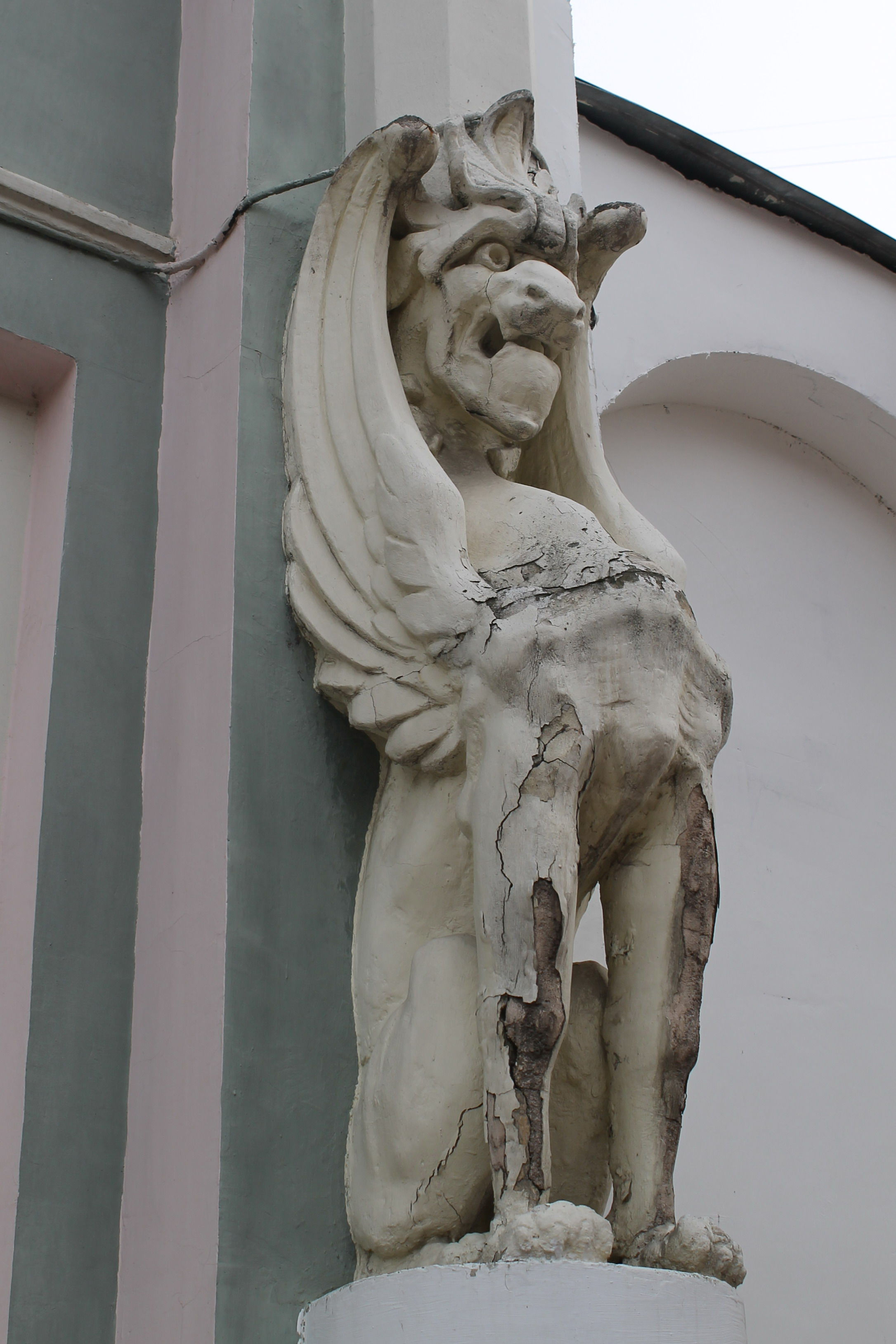
Химера на постаменте.

Флигель имеет яркие черты стиля модерн. Здание прямоугольное в плане с выступающим объёмом лестничной клетки по центральной оси дворового фасада. Построено из кирпича, оштукатурено, имеет два этажа, плоскую крышу, небольшой подвал. 
Парадный фасад чётко выделен. Центральная ось входа оформлена в виде портала, нависающего в уровне первого этажа над застеклённым полуциркулярным дверным проёмом. В уровне второго этажа и аттикового яруса центральная ось акцентирована пилястрами-пилонами с завершениями в виде скульптур грифонов. Основная площадь главного фасада занята большими квадратными окнами первого и лежачими окнами второго этажа с мелкой геометрической расстекловкой. По флангам установлены каннелированные постаменты с фигурами фантастических крылатых чудовищ. Скульптуры как бы поддерживают октагональные рёбра-полуколонны. 
В интерьерах первого и второго этажей частично сохранились межкомнатные филенчатые дверные заполнения и плиточный пол периода постройки.                             